# NGC 7117
NGC 7117 је елиптична галаксија у сазвежђу Ждрал која се налази на NGC листи објеката дубоког неба.
Деклинација објекта је - 48° 25' 16" а ректасцензија 21h 45m 47,0s. Привидна величина (магнитуда) објекта NGC 7117 износи 12,7 а фотографска магнитуда 13,7. Налази се на удаљености од 82,778 милиона парсека од Сунца. NGC 7117 је још познат и под ознакама ESO 236-40, AM 2142-483, PGC 67303.